# Antoine Karam
Pour les articles homonymes, voir Karam.
Antoine Karam, né le 21 février 1950 à Cayenne, est un homme politique français, président du conseil régional de la Guyane de 1992 à 2010, sénateur apparenté socialiste puis apparenté au nouveau groupe La République en marche.

## Biographie
Antoine Karam fait ses études au lycée Thiers de Marseille,, puis effectue un master d'histoire sur l’esclavage en Guyane. Devenu professeur d'histoire, Antoine Karam enseigne notamment au collège Paul Kapel.
Antoine Karam fut conseiller municipal de Cayenne (1977-2002), conseiller régional de la Guyane (1983-86 et 1992-2010).  Il est également conseiller général de la Guyane (canton de Cayenne-nord-est) de 1985 à 2015.
Il est par ailleurs à la tête de la Ligue d'athlétisme de 1977 à 1990 : sous sa présidence, le premier mini-marathon Rochambeau/Cayenne (coupe Henri Bonheur à cette époque) voit le jour, ainsi que les premiers « Jeux de Guyane » (1er mai 1979).
Antoine Karam est élu au second tour comme sénateur le 28 septembre 2014.
Il est membre du Parti socialiste guyanais.